# Доисторическая Беларусь
Доисторическая Беларусь — период в истории Беларуси до появления первых государственных образований на территории современной Беларуси, то есть до IX века нашей эры. Изучением данного периода занимается, прежде всего, археология.

## Каменный век
Время появления представителей рода Homo на территории Беларуси не установлено. Наиболее распространена датировка от 100 до 35 тысячелетия до н. э. Считается, что первыми людьми на территории Беларуси в промежутке между оледенениями были представители биологического вида неандертальцев.

### Палеолит

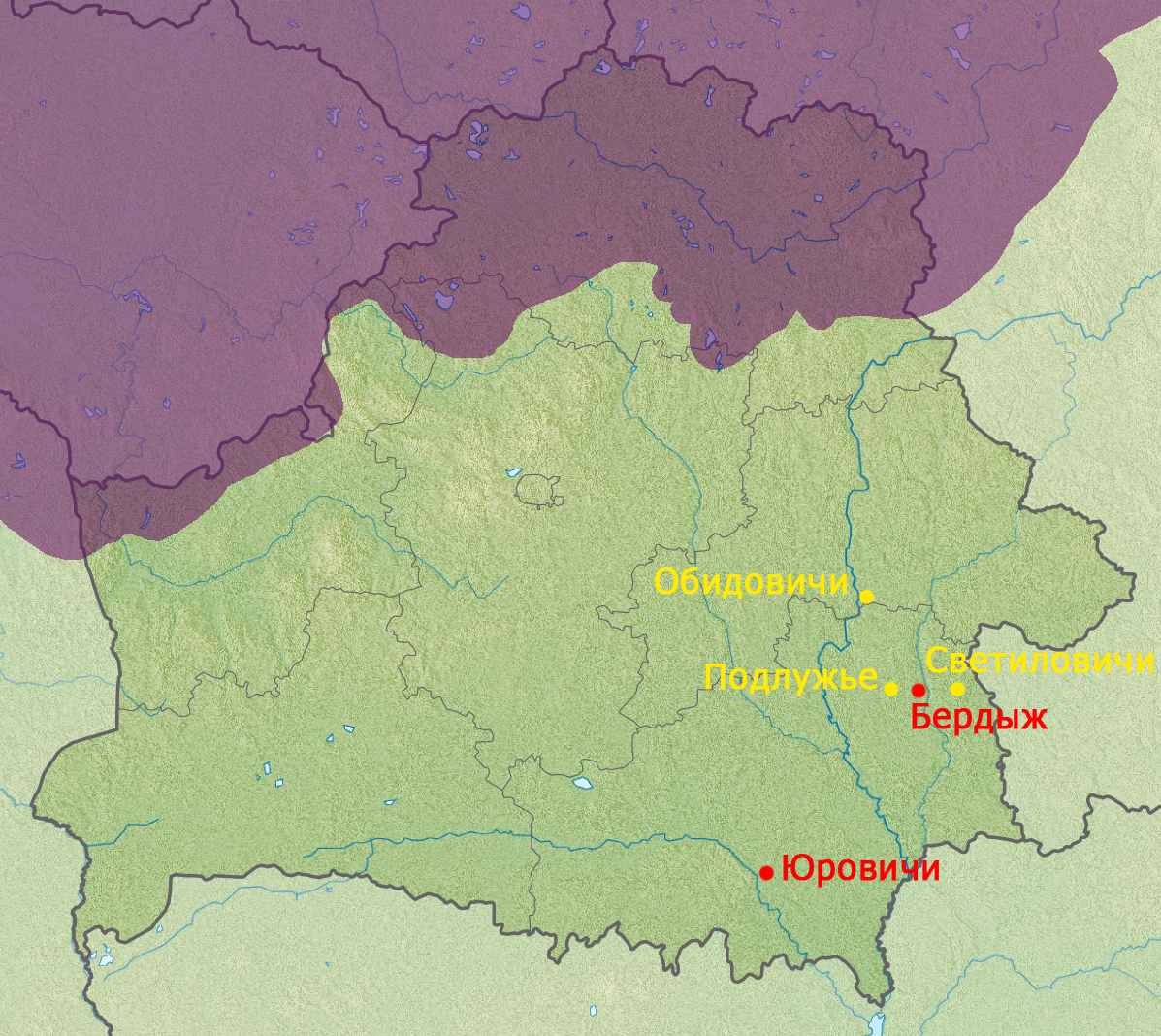
Палеолит на территории Беларуси.
Палеолитические стоянки (без учёта финального палеолита)
Места обнаружения орудий труда мустьерского типа
Область Валдайского оледенения

Кремнёвые орудия из карьера у деревни Огово (Ивановский район, Брестская область), судя по геологическим отложениям, имеют возраст не старше 250 тысяч лет назад.
Позднепалеолитические стоянки
В Новосёлках (Ветковский район Гомельской области) обнаружены каменные орудия, похожие на артефакты ориньякской культуры. Они не могут иметь возраст старше 40 тысяч лет.
Исследованы две позднепалеолитические стоянки — Юровичи (Калинковичский район Гомельской области с ориньякскими древностями, обнаруженная Ю. Попелем в 1928 году) и Бердыж (Чечерский район Гомельской области (восточный граветт), обнаруженная К. Поликарповичем). Возраст стоянки Юровичи определён примерно в 26 тысяч лет, а стоянки Бердыж — в 24 тысячи лет. Также известны отдельные находки кремнёвых орудий труда палеолитического вида неподалёку от Бердыжа, а также возле деревень Обидовичи Быховского района Могилёвской области и Светиловичи Ветковского района Гомельской области.
В связи с неблагоприятными климатическими условиями, вызванными оледенением, был заселён только юг территории современной Беларуси. Считается, что для обитателей стоянок ключевое значение имела охота (в Бердыже, в частности, были найдены кости 50 особей мамонтов, хотя точно неизвестна длительность постоянного пребывания людей на стоянке). Собирательство не было распространено из-за близости ледника и суровых климатических условий. Во время раскопок стоянки Юровичи была найдена пластинка из бивня мамонта с орнаментом в виде рыбьей чешуи.
Наступление ледникового максимума заставило обитателей стоянок переместиться на юг, за пределы территории современной Беларуси.
Примерно в XIII тысячелетии до н. э. началось отступление ледника, и начался период верхнего палеолита. Началось новое заселение территории современной Беларуси.

#### Археологические культуры верхнего палеолита

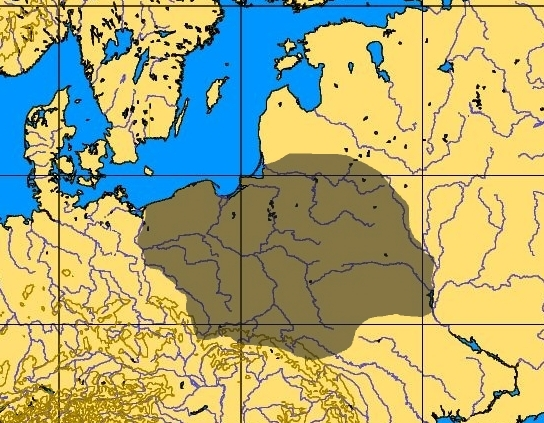
Карта наибольшего расширения ареала Свидерской культуры.

В эпоху финального палеолита в Среднем Поднепровье появились поселения гренской культуры. С запада началось заселение племенами свидерской культуры. Известны также поселения других археологических культур, в том числе аренбургской, тарденуазской.
Заселение происходило преимущественно вдоль берегов рек; оставались в основном незаселёнными водоразделы рек.

### Мезолит

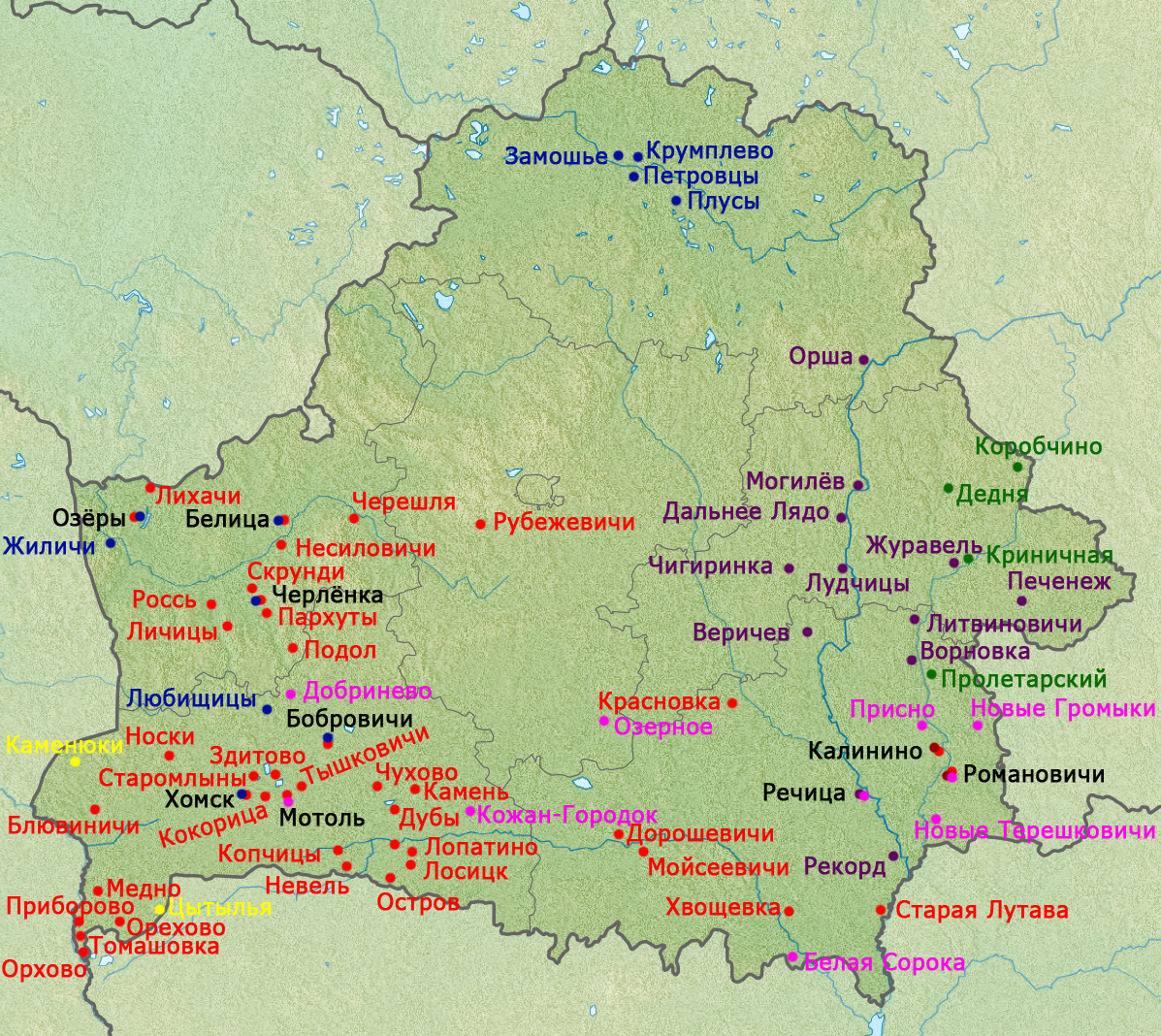
Археологические памятники эпохи мезолита. Чёрным цветом подписаны памятники, относящиеся к нескольким культурам.
Яниславицкая культура
Коморницкая культура
Гренская культура
Кундская культура
Кудлаевская культура
Бутовская культура

Около X тысячелетия до н. э. завершился ледниковый период, и началась эпоха мезолита. В это время территория современной Беларуси была заселена окончательно. Известно более 120 мезолитических поселений, среди которых есть как сезонные стоянки, так и небольшие постоянные поселения.
Мезолит характеризовался увеличением количества видов флоры и фауны. В связи с этим, кроме охоты, распространились также рыболовство и собирательство. В мезолите появляется лук (с костяными и каменными наконечниками стрел), что значительно повышает эффективность охоты. Наиболее распространённым типом жилищ эпохи мезолита на территории Беларуси были лёгкие постройки диаметром около пяти метров на основе конструкций из жердей, круглые или прямоугольные в плане. Поселения располагались на возвышенностях вблизи рек и озёр.
Многие памятники мезолита очень напоминают памятники свидерской культуры, однако имеют и ряд черт, которые сближают их с автохтонным населением, пришедшим вслед за отступлением ледника чуть раньше. Есть много свидетельств того, что на территорию Беларуси мигрировали люди и из других регионов: с юга, с востока и из Центральной Европы.
На стоянке бутовской культуры в деревне Дедня в Чаусском районе Могилёвской области мезолитическое поселение существовало 9300 — 9400 лет назад.

#### Археологические культуры мезолита
- Гренская культура (начало — в эпоху финального палеолита; известно более 10 стоянок)
- Комарницкая культура
- Яниславицкая культура (известно более 10 стоянок)
- Днепро-деснинская культура (известно более 30 стоянок)
- Свидерская культура
- Кундская культура (известно три стоянки, Верхнедвинский и Полоцкий районы)
- Нёманская культура (исследовано более 10 стоянок)
- Кудлаевская культура[бел.]
- Нетипизированные поселения со смешанной материальной культурой (район озера Нарочь и другие поселения)[4]
- возможно, тарденуазская культура[6]

### Неолит
В период неолита происходил процесс перехода от присваивающего к производящему хозяйству, однако на территории Беларуси основную роль продолжали играть рыболовство и охота, а в бассейне Двины широкое распространение производящего хозяйства относится к позднему неолиту.
Начало неолита на территории Беларуси датируется появлением керамики (конец 5 тысячелетия до н. э. в Полесье и первая половина 4 тысячелетия до н. э. в центральных и северных районах). В эпоху неолита люди научились производству высококачественных орудий труда и оружия из кремня. На стоянках эпохи неолита встречаются кости кабана, лося, зубра, медведя, косули, бобра и барсука. Найдены также рыболовные принадлежности и остатки примитивных лодок; предполагается, что основным объектом рыболовства была щука. Известно не менее 700 поселений неолита на территории современной Беларуси, 80 % которых относятся к позднему неолиту. В основном неолитические поселения (открытого неукреплённого типа) располагаются по берегам рек и озёр, что связано с большим значением рыболовства в хозяйственной жизни. На стоянке Береща-1 под Лепелем на севере Витебской области нашли кости человека, сложенные особым образом, что может указывать на магический обряд останки эпохи неолита. Также там нашли остатки посуды, кремнёвые и костяные орудия труда усвятской, северо-белорусской, гребенчатно-ямочной, нарвской и нарочанской культур.

#### Археологические культуры неолита

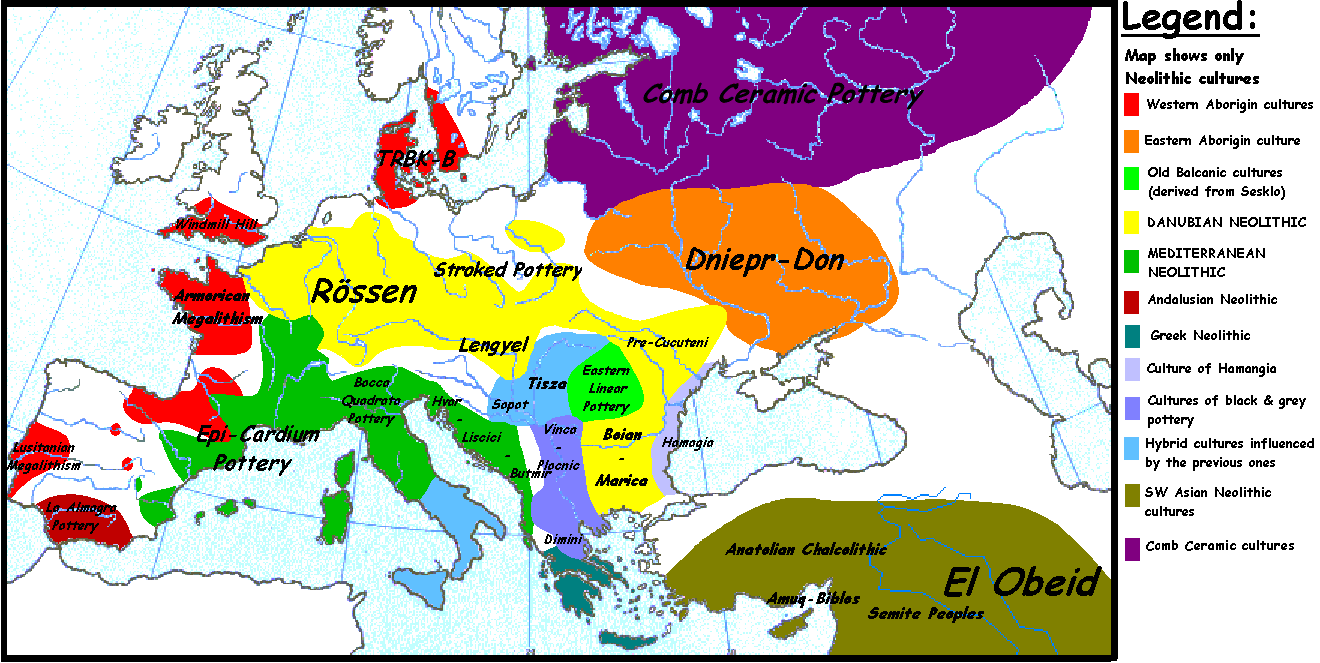
Европа неолита, IV тыс. до н. э.:
— Культура ямочно-гребенчатой керамики,
— Днепро-донецкая культура,
— Рёссенская культура, Культура накольчатой керамики.

Нарвская и Верхнеднепровская культуры
Верхнеднепровская культура (верхнее Поднепровье) оставила до 500 известных стоянок, из которых исследовано лишь около 40. На раннем этапе носители культуры изготовляли толстостенные горшки, орнаментация производилась ямочными вдавлениями и отпечатками гребёнки. На позднем этапе стали появляться более толстогорлые горшки с более сложными композициями в орнаменте.
Существовали круглые и овальные жилища, на позднем этапе углублённые в землю. Влияние на культуру извне наблюдается только в конце неолита. Предполагается, что верхнеднепровская культура была связана с финно-уграми.
Неманская культура
Неманская культура распространена в бассейне Немана (а также в северо-восточной Польше и юго-западной Литве). Ареал культуры распространялся на юг до верховьев Припяти. Выделяют дубчайский, лысогорский и доброборский периоды (основанием для классификации служит различие в методах изготовления керамики). Считается, что культура начала формироваться ещё в позднем мезолите.
Для культуры были характерны наземные жилища. Посуда неманской культуры остродонная, на раннем этапе недостаточно обожжённая. В глине встречаются следы растительности. Поверхность стенок выравнивалась расчёсыванием гребнем.
В конце III тысячелетия до н. э. представители неманской культуры отошли на север под влиянием культуры шаровидных амфор.
Днепро-донецкая культура
Днепро-донецкая культура (конец V — начало II тысячелетия до н. э.) локализуется в восточном Полесье (бассейн нижней Припяти) и Правобережья Днепра до Березины. Памятники культуры в Беларуси идентичны памятникам на северной Украине. Известно около 150 стоянок культуры на территории Беларуси. Предполагается, что носители этой культуры говорили на праиндоевропейском языке.

Приблизительное распространение Культуры шаровидных амфор и соседствующих культур в III тысячелетии до н. э.

Культура шаровидных амфор
Культура шаровидных амфор, представители которой расселились первоначально в западной Беларуси в позднем неолите — раннем бронзовом веке — считается первым индоевропейским населением на территории современной Беларуси. Наиболее известный памятник культуры шаровидных амфор — шахты по добыче кремня возле посёлка Красносельский в Волковысском районе Гродненской области.

## Бронзовый век
Поскольку на территории Беларуси и соседних регионов нет месторождений меди и олова, необходимых для получения бронзы, бронзовый век выделяется достаточно условно. Поэтому продолжали преобладать каменные орудия, а из металла изготовляются преимущественно украшения. Хозяйственные орудия из меди очень редки. Есть подтверждения существования обмена — найдены янтарные украшения, а также отдельные бусины ближневосточного происхождения.

### Среднеднепровская культура
Среднеднепровская культура существовала с середины III тысячелетия до середины II тысячелетия.
Расселение носителей культуры шло с юга — примерно с территории Киевской и Черкасской областей Украины. Локализация культуры — Поднепровье и часть Полесья.
Для культуры характерны курганные и грунтовые захоронения. Различное богатство захоронений свидетельствует о начале имущественного расслоения среди носителей культуры.
Основу хозяйства населения среднеднепровской культуры составляли животноводство и земледелие. Орнаментация горшков (в некоторых из них найдены отпечатки зёрен) производилась в виде рядов треугольников.

### Тшинецкая и сосницкая культура
Сосницкая культура восточный вариант тшинецкой культуры, сосницкая культура заняла ареал среднеднепровской культуры во II тысячелетии до н. э.. Своё название получила от поселения Сосница Черниговской области. Поселения сосницкой культуры неукреплённые и располагались на песчаных дюнах в поймах рек. Жилища представлены прямоугольными землянками глубиной свыше 1 м и площадью 40—45 кв.м. Вытеснила на восток марьяновскую культуру.

### Культура шнуровой керамики
В первой половине II тысячелетия до н. э. на территорию современной Беларуси проникают индоевропейские племена культуры шнуровой керамики. Выделяют две локальных группы культуры шнуровой керамики: полесскую группу и прибалтийскую группу.
Прибалтийская группа (около 1900—1700 до н. э., Понеманье) не задержалась на территории Беларуси, а её носители часто перемещались с места на место, о чём свидетельствует тонкий культурный слой в поселениях данной культуры.
Полесская группа (около 1800—1400 до н. э., Западное Полесье) занималась оседлым животноводством и земледелием, в меньшей степени — охотой и рыболовством. Инвентарь данной культуры представлен почти исключительно каменными орудиями труда, известными ещё в неолите.
Самый древний череп с территории Беларуси, у которого было восстановлено лицо, принадлежал представителю культуры шнуровой керамики мужчине 30—40 лет, жившему во II тыс. до н. э. и найденному в кремнедобывающей шахте эпохи бронзы в посёлке Красносельский Волковысского района Гродненской области.

## Железный век

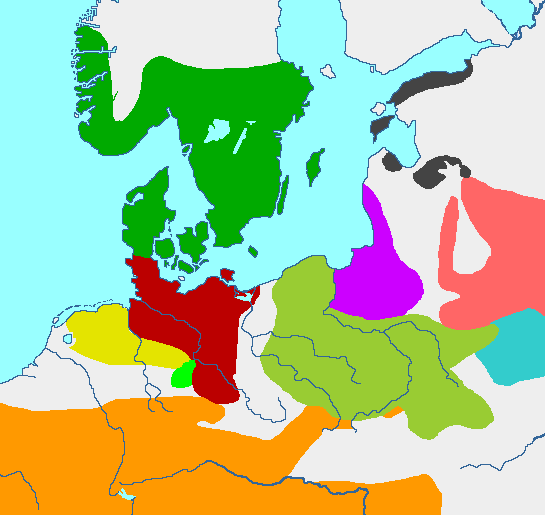
Европейские культуры раннего железного века (VII—V в. до н.э.):
— культура Харпштедт-Нинбург
— культура домовидных урн
— латенская культура
— скандинавский бронзовый век
— ясторфская культура
— поморская культура
— эстонская и балтская группа
— культура самбийских курганов
— днепро-двинская культура
— милоградская культура

В отличие от бронзового века, на территории Беларуси есть источники железа (болотные руды), что позволило местному населению использовать железо в хозяйственных нуждах. Первой культурой, познакомившейся с производством железа, на территории Беларуси была милоградская культура.

### Археологические культуры железного века
Культура подклошевых погребений
Милоградская культура
Милоградская культура (около 700 — 150 до н. э.) в период наибольшего расширения занимала территорию от Березины на севере до Роси на юге и Западного Буга на западе.
Поселения культуры представляли собой как открытые неукреплённые селения, так и мысовые и «болотные городища». Основным жилищем были землянки глубиной до 1,5 метров.
Культура отличается своеобразной круглодонной керамикой, которая в основном исчезла ещё в эпоху бронзы. Милоградцы имели культурные связи со скифами, их часто отождествляют с неврами Геродота.
Основными занятиями милоградцев были земледелие и животноводство. Широкое распространение получила металлургия: в некоторых поселениях выплавлялась бронза, во многих производились изделия из железа. Из железа, в частности, производилось оружие: наконечники стрел и мечи, имеющие ярко выраженную скифскую форму.
Впоследствии милоградская культура сменяется зарубинецкой культурой.
Культура штрихованной керамики
Днепро-двинская культура
Поморская культура
Зарубинецкая культура
Появление памятников зарубинецкой культуры датируется концом I тысячелетия до н. э. (примерно II век до н. э.), последние из них датируются примерно концом II века н. э.
На территории Беларуси выделяют две разновидности данной культуры — полесскую и верхнедвинскую группы.
Киевская культура
Памятники киевской культуры датируются концом II — серединой V века н. э. (Ясковичи).
По всей видимости, происходит от зарубинецкой культуры. Благодаря носителям киевской культуры впервые на территории Беларуси появились каменные жернова.
Вельбарская культура
В конце II века в Западном Полесье (запад Брестской области) западнее Горыни появляются памятники новой культуры, известной как вельбарская (или вельбарско-цецельская). Известно, по меньшей мере, 4 могильника (Брест-Тришин, Скорбичи, Величковичи, Иванчицы), и все они относятся к небольшому временному периоду (до III — IV века). Наиболее важными находками являются бронзовые фибулы (заколки для одежды) североевропейского типа. Известно мало находок орудий труда.
Культура длинных курганов
Культура длинных курганов локализуется в среднем течении Западной Двины. Более исследованы сами длинные курганы, поселения известны значительно хуже. Для погребений характерно наличие височных колец.
Банцеровская культура
Банцеровская культура, которую иногда включают в банцеровско-тушемлинскую из-за близости к тушемлинской культуре, датируется примерно V—VIII веками. Расширенные хронологические рамки существования культуры включают V—IX-X века.
Банцеровская культура возникла на основе днепро-двинской культуры. В то же время археолог А. Г. Митрофанов связывает происхождение банцеровской культуры с культурой штрихованной керамики.
Поселения культуры представляют преимущественно открытые поселения, однако в небольшом количестве появляются также и укреплённые городища. Поселения обычно располагаются по берегам рек и озёр.
Погребения представлены грунтовыми могильниками с трупосожжением. Результаты кремации умерших складывались в небольшие округлые ямы, иногда помещались в урны (на некоторые из урн сверху наложены другие, более крупные сосуды). В погребениях очень редко встречается инвентарь.
Как правило, керамика банцеровской культуры неорнаментирована.
Колочинская культура
Памятники колочинской культуры датируются серединой V — VII веками н. э.
Памятники колочинской культуры близки к банцеровским, однако выделяется особый тип жилищ — довольно многочисленные хорошо укреплённые городища, поблизости которых располагаются селища с полуземлянками со стенами столбовой конструкции и центральным столбом.
Пражская культура
Памятники пражской культуры Припять распространяются южнее Припяти в VI-VII вв.
Поселения пражской культуры неукреплённые, на территории Беларуси известно крайне мало городищ пражской культуры. Поселения бедны находками — в основном, находки представлены только керамикой.
Культура каменных курганов
Культура восточно-литовских курганов
Культура смоленских длинных курганов
Памятники культуры Восточно-литовских курганов, датируемые IV—XIII веками, расположены на северо-западе Беларуси. Ранние захорнения IV-V веков содержат сельскохозяйственный инвентарь, более поздние курганы содержат большое количество оружия в мужских захоронениях, а также шейные гривны в женских. Начиная с VIII века появляются захоронения с лошадьми.

### Этническая принадлежность культур железного века

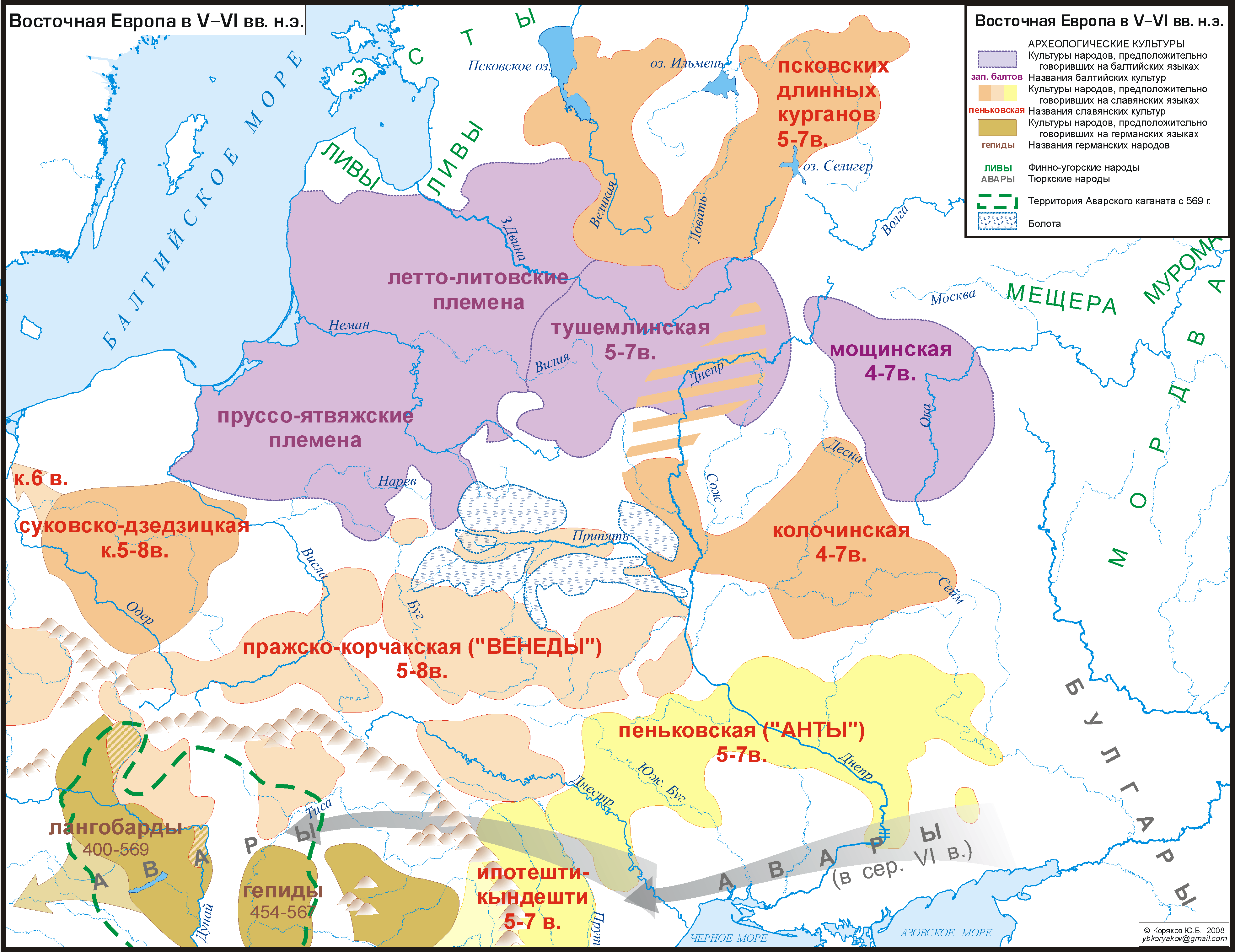
Археологические культуры железного века, V—VI вв. Карта отражает один из наиболее распространённых взглядов на этническую принадлежность культур позднего железного века. Банцеровская культура включена в состав тушемлинской

Дискуссионным остаётся вопрос о том, какие культуры являлись славянскими. Различные культуры исследователями относятся к славянским по их сходству с пражской культурой, принадлежность которой к славянам не вызывает сомнений. Таким образом, из всех археологических культур Беларуси к определённо славянской относят только пражскую.
Особое место занимает вельбарская культура, которую отождествляют с готами времён их переселения в юго-восточном направлении. По этой причине памятники вельбарской культуры относят к узкому промежутку времени, а в самих памятниках мало признаков того, что носители культуры занимались оседлым долговременным хозяйством.
Банцеровская культура, ареал которой частично схож с летописной локализацией кривичей, по всей видимости, являлась балтской: в памятниках культуры отсутствует прямая связь с более поздними, бесспорно славянскими слоями. Кроме того, не прослеживаются и связи инвентаря (прежде всего, керамики) на всех этапах существования культуры с параллельно существовавшими славянскими культурами. На этом основании А. Г. Митрофанов и В. В. Седов говорят о принадлежности носителей культуры к балтам. Крупнейшие центры банцеровско-тушемлинской культуры: Полоцк, Смоленск. В западной части ареала культуры (Поднепровье) встречаются такие славянские элементы, как, например, каменные печи в углу землянок и построек. Г. В. Штыхов на этом основании называет банцеровскую культуру славянской и даже прабелорусской. А. Г. Митрофанов и В. В. Седов говорят лишь об отдельных культурных влияниях славян на позднем этапе существования культуры.
Колочинская культура имеет очень тесную связь с банцеровской культурой. Это позволяет некоторым исследователям (Э. М. Загорульский, А. Г. Митрофанов, В. В. Седов и др.) говорить о том, что носители этой культуры принадлежали к балтам. Однако то обстоятельство, что ареал культуры накладывается на локализацию радимичей, а также ряд признаков, свойственных славянским культурам, позволяет некоторым исследователям (П. Н. Третьяков, Л. Д. Поболь и др.) определять этническую принадлежность носителей колочинской культуры как славянскую.
Рядом археологов культура длинных курганов соотносится со славянами, прежде всего, из-за наличия височных колец и частичного сходства ареала культуры с летописной территорией, занимаемой кривичами. В то же время в некоторых длинных курганах обнаруживают керамику банцеровской культуры и типичные для балтов украшения, а также свидетельства присутствия там большого количества скандинавов.

## Расселение славян
Тремя основными летописными племенами на территории современной Беларуси были кривичи-полочане, дреговичи и радимичи. Археологические исследования не подтверждают существование данных славянских племенных объединений, так как достоверно славянских археологических культур на месте их предполагаемого расселения археологами не обнаружено. Со временем на территории первых двух летописных племенных союзов сложились удельные княжества: Полоцкое и Туровское.